# 北海道立野幌総合運動公園硬式野球場

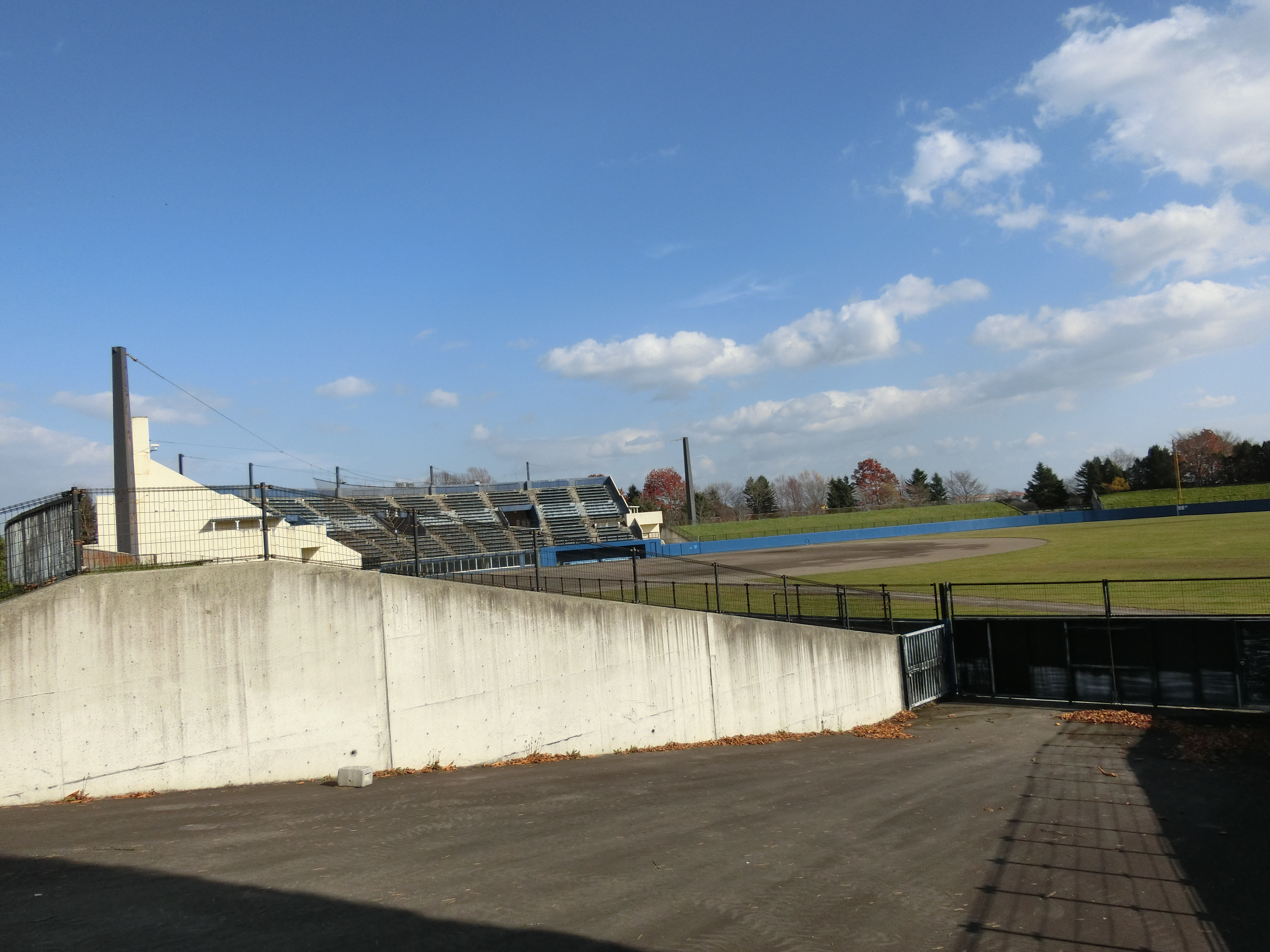
球場のグラウンド

北海道立野幌総合運動公園硬式野球場（ほっかいどうりつのっぽろそうごううんどうこうえんこうしきやきゅうじょう）は、北海道江別市にある野球場。北海道立野幌総合運動公園にあり、スタンド2階には合宿所を併設している。
イースタン・リーグの公式戦（北海道日本ハムファイターズ2軍主催）が開催されている。
2024年に、北海道フロンティアリーグの石狩レッドフェニックスが公式戦2試合の開催を予定され、実際に開催された。

## 施設
- 開場期間（4月下旬から10月下旬）
- グラウンド（両翼98 m、センター122 m）
- スコアボード（磁気反転式）
- 選手控室（2カ所）
- シャワー室（5基）
- 本部席
- 合宿所（洋室16室、和室4室の計100名が宿泊可能）

## アクセス
- 北海道旅客鉄道（JR北海道）野幌駅からバスで約10分[7]
- 北海道旅客鉄道（JR北海道）新札幌駅・札幌市営地下鉄新さっぽろ駅からバスで約30分[7]